# Prudî, Kirovske
Prudî (în ucraineană Пруди) este un sat în comuna Lhovske din raionul Kirovske, Republica Autonomă Crimeea, Ucraina.

## Demografie
Componența lingvistică a localității Prudî
     Rusă (75,84%)
     Ucraineană (13,48%)
     Tătară crimeeană (9,55%)
     Alte limbi (1,12%)
Conform recensământului din 2001, majoritatea populației localității Prudî era vorbitoare de rusă (75,84%), existând în minoritate și vorbitori de ucraineană (13,48%) și tătară crimeeană (9,55%).